# Koerich
Koerich é uma comuna do Luxemburgo, pertence ao distrito de Luxemburgo e ao cantão de Capellen.

## Demografia
Dados do censo de 15 de fevereiro de 2001:
- população total: 1.802
  - homens: 899
  - mulheres: 903
- densidade: 95,44 hab./km²
- distribuição por nacionalidade:

| Nacionalidade  | População | %      |
| -------------- | --------- | ------ |
| luxemburgueses | 1.350     | 74,92% |
| estrangeiros   | 452       | 25,08% |
| - portugueses  | 95        | 5,27%  |
| - franceses    | 59        | 3,27%  |
| - italianos    | 48        | 2,66%  |
| - belgas       | 108       | 5,99%  |
| - alemães      | 56        | 3,11%  |
| - iuguslavos   | 12        | 0,67%  |
| - outros       | 74        | 4,11%  |

- Crescimento populacional:

| Ano        | População |
| ---------- | --------- |
| 15/02/2001 | 1.802     |
| 01/01/2002 | 1.829     |
| 01/01/2003 | 1.806     |
| 01/01/2004 | 1.839     |
| 01/01/2005 | 1.861     |